# 苹果谷 (加利福尼亚州)
苹果谷（英語：Apple Valley），是美国加利福尼亚州圣贝纳迪诺县下属的一座镇。建镇于1988年11月28日，面积大约为73.19平方英里（189.6平方公里）。根据2010年美国人口普查，该镇有人口69,135人。